# Denkmalgeschützte Objekte im Bezirk Lilienfeld
Im Bezirk Lilienfeld bestehen 131 denkmalgeschützte Objekte. Die unten angeführte Liste führt zu den Gemeindelisten und gibt die Anzahl der Objekte an.
| Gemeindeliste           | Objektzahl |
| ----------------------- | ---------- |
| Annaberg                | 12         |
| Eschenau                | 3          |
| Hainfeld                | 14         |
| Hohenberg               | 11         |
| Kaumberg                | 6          |
| Kleinzell               | 2          |
| Lilienfeld              | 21         |
| Mitterbach am Erlaufsee | 8          |
| Ramsau                  | 4          |
| Rohrbach an der Gölsen  | 3          |
| St. Aegyd am Neuwalde   | 12         |
| St. Veit an der Gölsen  | 6          |
| Traisen                 | 6          |
| Türnitz                 | 23         |
| Summe Bezirk Lilienfeld | 131        |